# Панюков, Александр Иванович
Алекса́ндр Ива́нович Панюко́в (род. 16 апреля 1963 года, Новосибирск, СССР) — российский философ, специалист в области социальной философии. Доктор философских наук, профессор. Полковник милиции.

## Биография
Родился 16 апреля 1963 года в Новосибирске.
В 1990 году окончил философский факультет Киевского государственного университета имени Т. Г. Шевченко.
В 1995 году в Новосибирском государственном университете защитил диссертацию на соискание учёной степени кандидата философских наук по теме «Историческое сознание : сущность, структура, тенденция развития (методологический анализ)» (Специальность 09.00.11 «Социальная философия»).
В 1996—2010 годах был профессором и заведующим кафедрой философии Сибирского юридического института МВД России. Также был профессором кафедры философии и социальных наук Гуманитарного факультета Сибирского государственного аэрокосмического университета имени академика М. Ф. Решетнёва., профессором кафедры философии Сибирского федерального университета и профессором кафедры психологии и педагогики начального образования Красноярского государственного педагогического университета имени В. П. Астафьева.
В 1999 году в Новосибирском государственном университете защитил диссертацию на соискание ученой степени доктора философских наук по теме «Социально-философское исследование исторического сознания : На материалах отечественной общественной мысли»
В 2000 году присвоено учёное звание профессора.
С 2010 года профессор и заведующий кафедрой аграрного туризма Гуманитарно-педагогического факультета РГАУ-МСХА имени К. А. Тимирязева.
Профессор кафедры философии Российского экономического университета имени Г. В. Плеханова.
Под научным руководством защищено 11 кандидатских и 1 докторская диссертации.
Член Профессорского собрания Красноярского края. Член Российского философского общества.

### Награды
- Почётная грамота Законодательного Собрания Красноярского края.[6]
- Благодарственное письмо Красноярского городского Совета депутатов.[7]

## Научные труды

### Диссертации
- Панюков А. И. Историческое сознание: сущность, структура, тенденция развития (методологический анализ) : автореферат дис. … кандидата философских наук : 09.00.11 / Гос. пед. ун-т. — Красноярск, 1995. — 26 с.
- Панюков А. И. Социально-философское исследование исторического сознания : На материалах отечественной общественной мысли : автореферат дис. … доктора философских наук : 09.00.11. — Новосибирск, 1999. — 35 с.

### Монографии
- Панюков А. И. Историческое сознание и отечественная социальная философия : монография. — Красноярск : Красноярский государственный педагогический университет (КГПУ) : Сибирский юридический институт МВД России [СибЮИ], 1999. — 355 с. ISBN 5-85981-059-8 .
- Профессиональная этика сотрудников ОВД : отчёт о научно-исследовательской работе (заключительный) / науч. рук. А. И. Панюков. — Красноярск : Сибирский юридический институт МВД России [СибЮИ], 2004 . — 55 с.
- Андреев А. Л., Дроздов Н. И., Панюков А. И. Человек в пространстве истории. Диалектика взаимодействия исторического сознания и исторического самосознания. Философские очерки : монография / под науч. ред. Р. И. Ивановой. — Красноярск : Красноярский государственный педагогический университет (КГПУ), 2003 . — 242 с. ISBN 5-85981-054-7 .
- Развитие правового сознания личности (философско-правовой аспект). Коммуникативные аспекты сознания в правовой реальности. Пребывание в условиях вынужденного заключения как средство нивелирования субъективности. Право и религия : отчёт о научно-исследовательской работе (заключительный) / науч. рук. Александр Иванович Панюков; сост. В. И. Кудашов и др. — Красноярск : Сибирский юридический институт МВД России [СибЮИ], 2005 . — 131 с.

### Статьи
- Панюков А. И. Креативность как важнейший компонент коммуникативной компетентности преподавателя. // Аттестация вуза: государственный образовательный стандарт и концептуальное совершенствование юридического образования : тезисы докладов учебно-методического сбора. — Красноярск : Красноярская высшая школа МВД России, 1997. — С. 37-39.
- Панюков А. И. Философия в высшем учебном заведении. // Активные формы и методы обучения, их использование в учебном процессе : тезисы докладов учебно-методического сбора. — Красноярск : Красноярская высшая школа МВД России, 1998. — С. 26-28 .
- Панюков А. И., Панюкова Ю. Г. Концепция исторического сознания в философии В. В. Розанова // Воспитание исторического и национального самосознания в процессе преподавания дисциплин гуманитарного цикла : сборник материалов научно-практической конференции. — Канск : Канский педагогический колледж, 1998. — С. 18-23 .
- Панюков А. И. Концепция личности и исторического сознания в философии К. Н. Леонтьева. // Личность, творчество и современность. Выпуск 2 : сборник научных трудов / отв. ред. Д. Д. Невирко . — Красноярск : Сибирский юридический институт МВД России [СибЮИ], 1999 . — С. 46-53.
- Дроздов Н. И., Панюков А. И. Историческое сознание: механизмы массового социального воздействия. // Теория и история: научный журнал. № 1. — 2002. — С.10-27.
- Дроздов Н. И., Панюков А. И. Историческое сознание и его социальные формы // Теория и история: научный журнал. — № 2. — 2003. — С.11-25.
- Панюков А. И., Панюкова Ю. Г. Образ пространственно-предметной среды как компонент образа мира. // Теория и история: научный журнал. — № 3. — 2003. — С.106-114.
- Панюков А. И., Панюкова Ю. Г. Взросление в условиях «закрытой» социальной системы как фактор криминализации личности // Актуальные проблемы борьбы с преступностью в Сибирском регионе. Часть I (международная конференция 7-8 февраля 2003 г.) : сборник материалов международной конференции (7-8 февраля 2003 г.) / отв. ред. В. И. Горобцов. — Красноярск : Сибирский юридический институт МВД России [СибЮИ], 2003. — С. 110—116 .
- Панюков А. И., Панюкова Ю. Г. Место происшествия: психологические особенности репрезентации // Актуальные проблемы борьбы с преступностью в Сибирском регионе: Сборник материалов международной научно-практической конференции (5-6 февраля 2004 г.) Ч. 1. / Отв. ред. В. И. Горобцов. — Красноярск : Сибирский юридический институт МВД России [СибЮИ], 2004 . — С.115-118 .
- Панюков А. И., Панюкова Ю. Г. Восприятие пространственно-предметной среды профессиональной деятельности сотрудниками ОВД // Актуальные проблемы борьбы с преступностью в Сибирском регионе. Часть 1 (научно-практическая конференция 10-11 февраля 2005 г.) = Actual Problems of Fight Crime in Siberian Territory : сборник материалов международной научно-практической конференции памяти д.ю.н., профессора В. И. Горобцова (10-11 февраля 2005 г.) / отв. ред. С. Д. Назаров. — Красноярск : Сибирский юридический институт МВД России [СибЮИ], 2005 . — С.115-118 .
- Дроздов Н. И., Панюков А. И. Социальная реальность и историческое сознание // Личность, творчество и современность. Выпуск 8 : сборник научных трудов / отв. ред. Д. Д. Невирко. — Красноярск : Сибирский юридический институт МВД России [СибЮИ], 2005 . — С.311-333 .
- Панюков А. И. Изучение Великой Отечественной войны. // Великая Отечественная война 1941-1945 гг.: 60 лет Победы : материалы научной конференции / отв. ред. В. И. Фёдорова, Д. Д. Невирко. — Красноярск : Красноярский государственный педагогический университет (КГПУ), 2005. — С. 88-97.
- Нагорный Н. Н., Панюков А. И., Рябикин А. А. Значение исторического познания, исторического сознания и общенациональной идеологии в функционировании системы национальной безопасности России // Актуальные проблемы борьбы с преступностью в Сибирском регионе. Часть 1 (международная конференция 16-17 февраля 2006 г.) : сборник материалов международной конференции (16-17 февраля 2006 г.) / отв. ред. С. Д. Назаров. — Красноярск : Сибирский юридический институт МВД России [СибЮИ], 2006. — С. 268—270 .
- Дроздов Н. И., Панюков А. И. Феномен исторического самосознания в русской истории // Личность, творчество и современность. Выпуск 9 : сборник научных трудов / отв. ред. Д. Д. Невирко. — Красноярск : Сибирский юридический институт МВД России [СибЮИ], 2006. — С. 339—348.
- Панюков А. И., Панюкова Ю. Г. Развитие агротуризма: отечественные традиции и инновации // Теория и практика общественного развития. — 2013. — № 2. — С. 242—246.

### Другие работы
- Эстетическая культура сотрудников органов внутренних дел : Рабочая программа по специальности 030505 Правоохранительная деятельность для заочной формы обучения / сост. А. И. Панюков. — Красноярск : Сибирский юридический институт МВД России [СибЮИ], 2005 . — 9 с.
- Профессиональная этика : рабочая учебная программа для заочной формы обучения : 02.31.00 / сост. А. И. Панюков. — Красноярск : Сибирский юридический институт МВД России [СибЮИ], 2003. — 9 с.